# Paradela (Tabuaço)
Pour les articles homonymes, voir Paradela.
Paradela est une ancienne paroisse civile portugaise (en portugais : freguesia) de la municipalité de Tabuaço dans le district de Viseu.
La loi no 11-A/2013 du 28 janvier 2013, portant réorganisation administrative du territoire des freguesias, fusionne Paradela avec la paroisse voisine de Granjinha pour former l’União das freguesias de Paradela e Granjinha (dont le siège est à Paradela).